# 田口事件
田口事件（たぐちじけん）とは、長野県南佐久郡田口村（現佐久市）において1952年（昭和27年）2月3日、日本共産党員が警察官に暴行し、拳銃、警察手帳を奪った事件。田口村事件とも呼ばれる。

## 概要
田口村は当時、日本共産党員が郡内で最多であり、事件の数日前から村民とは思えない者の出入りが目立ち秘密会議を開くとの情報があったため、警察官が警戒していた。
午後10時30分、無灯火の自転車乗った男へ警察官が職務質問をかけたところ、暗がりから数人の男が現れて男に加勢し、警察官へ暴行を加えた。その中の1人が現行犯逮捕された。
更にその30分後に、村内清川区を巡回する2人の警察官が、数人の通行人を職務尋問しようとしたところ、いきなり鈍器のようなもので暴行を加えられ、全治1か月程度の怪我を負った。そして所持していた実弾6発の入った拳銃と警察手帳を強奪された。暴行を受けた4警察官のうちの２人は重傷を負い、1人はみけんに骨膜に達するほどの裂傷を受け、1人は鼻や顎を強打されて血みどろになっていた。
県警は重大事件とし、南佐久警察署内に特別捜査本部を設け、22名の警察官を派遣。また周辺警察署からも警察官を集め協力させた。事件直後に日本共産党員8名を逮捕した（うち1名は嫌疑不十分で釈放された）。
事件は第2の白鳥事件として報じられた。